# Finska mästerskapet i bandy 1972/1973
Finska mästerskapet i bandy 1972/1973 spelades som dubbelserie. Vastus vann mästerskapet. OLS Seppo Rounaja vann skytteligan med 31 mål.

## Mästerskapsserien

### Slutställning
| Lag                  | Spelade | Vinster | Oavgjorda | Förluster | Målskillnad | Poäng |
| -------------------- | ------- | ------- | --------- | --------- | ----------- | ----- |
| Veitsiluodon Vastus  | 14      | 11      | 1         | 2         | 70–28       | 23    |
| IFK Helsingfors      | 14      | 10      | 2         | 2         | 65–44       | 22    |
| OLS                  | 14      | 9       | 0         | 5         | 79–39       | 18    |
| Warkauden Pallo -35  | 14      | 7       | 1         | 6         | 67–52       | 15    |
| Lappeenrannan Pallo  | 14      | 5       | 0         | 9         | 30–62       | 10    |
| Mikkelin Palloilijat | 14      | 4       | 1         | 9         | 39–71       | 9     |
| OPS                  | 14      | 2       | 4         | 8         | 42–61       | 8     |
| Borgå Akilles        | 14      | 3       | 1         | 10        | 42–77       | 7     |

Akilles åkte ur serien. Nykomling blev Oulun Tarmo.

## Finska mästarna
Vastus: Seppo Jolkkonen, Pentti Karvo, Pekka Ryhänen, Pertti Tammilehto, Eero Hamari, Asko Eskola, Eino Keinänen, Kaarlo Henttinen, Erkki Mehtälä, Risto Tammilehto, Eino Silvekoski, Juha Eklund, Matti Räsänen.

### Fotnoter
1. ↑  finbandy.fi